# Tripseuxoa petrowsky
Tripseuxoa petrowsky är en fjärilsart som beskrevs av Köhler 1961. Tripseuxoa petrowsky ingår i släktet Tripseuxoa och familjen nattflyn. Inga underarter finns listade i Catalogue of Life.